# Miravet
Pour les articles homonymes, voir Miravet.

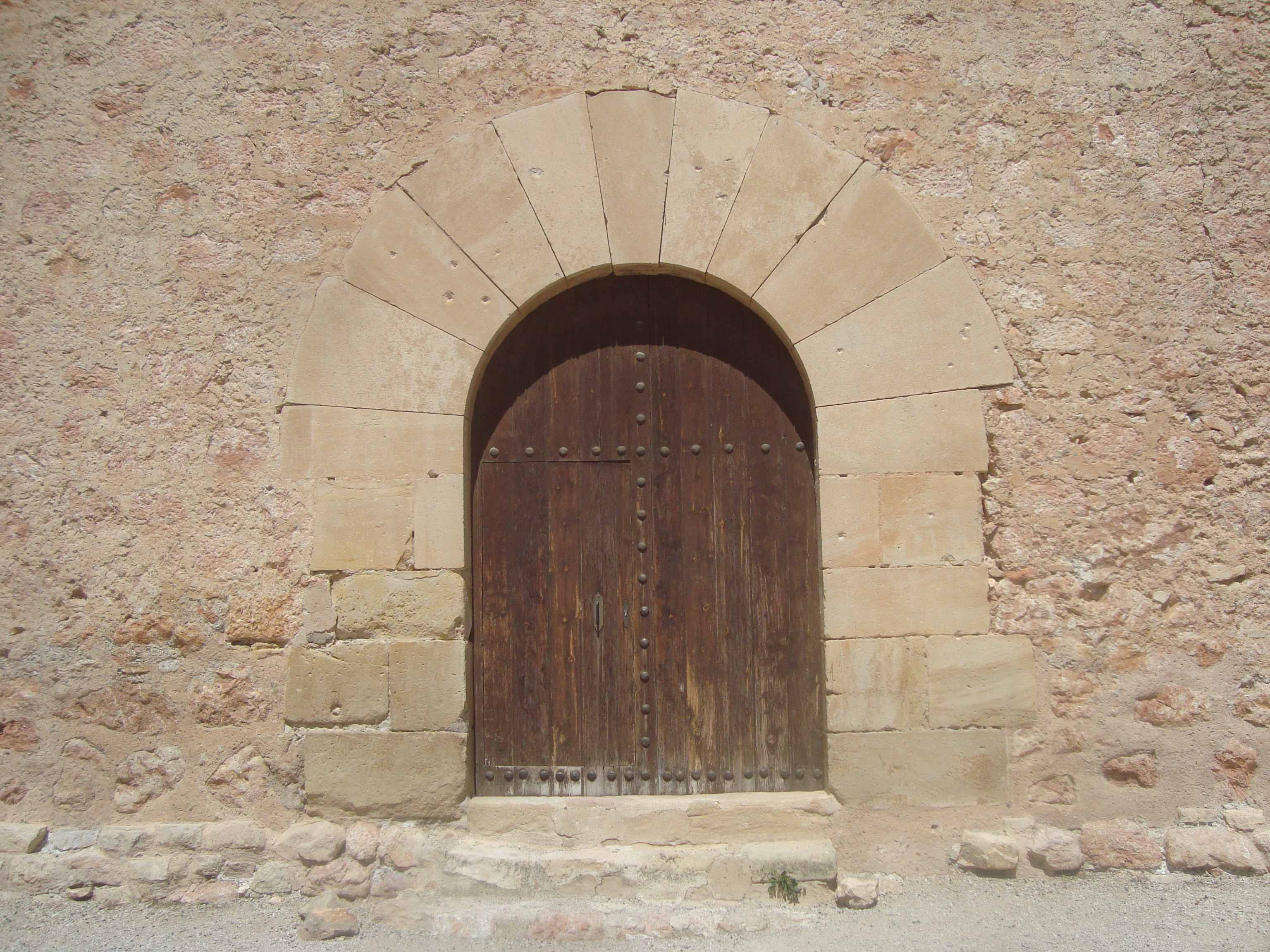
Vieille église de Miravet (Tarragone).

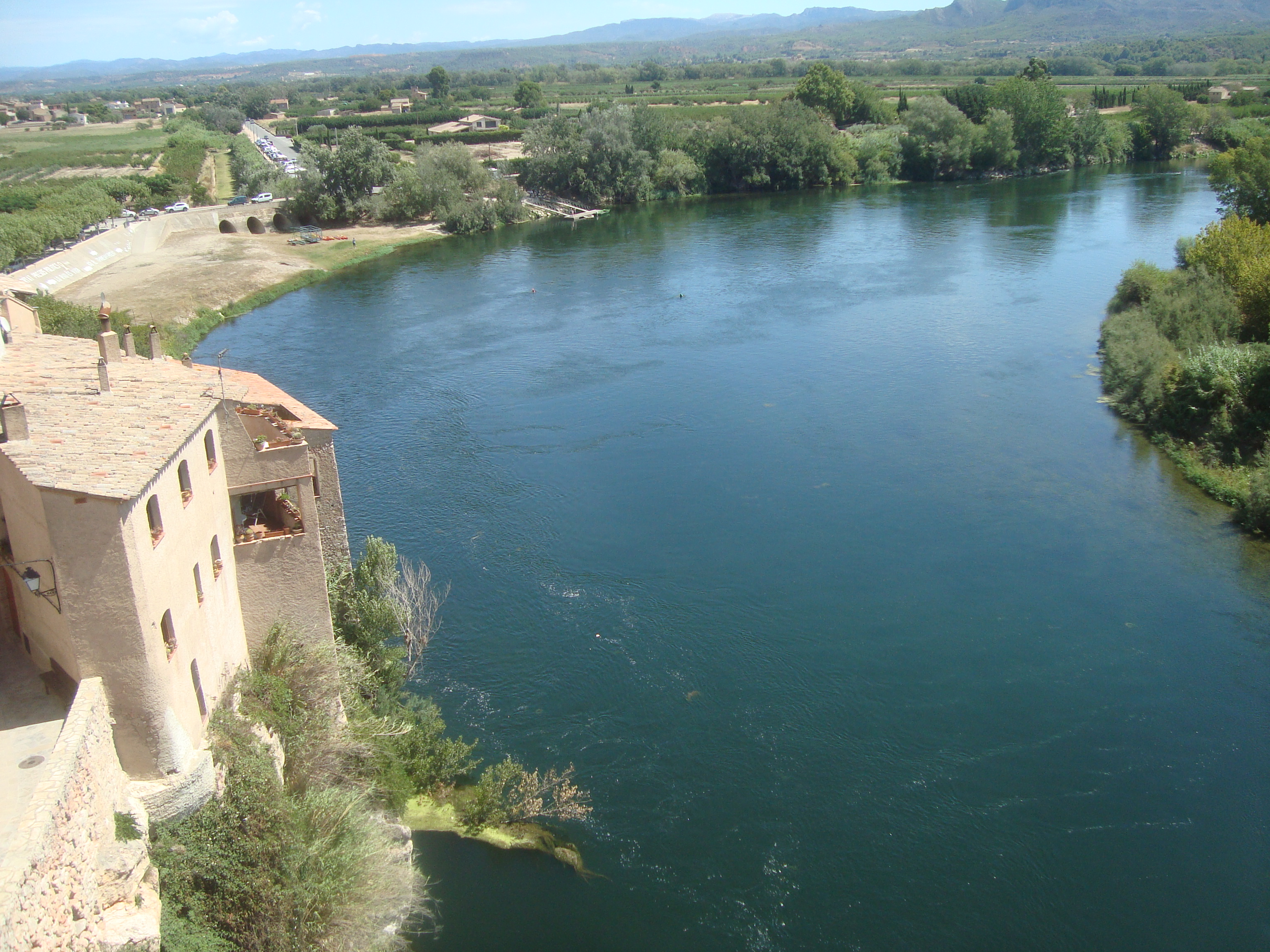
L'Èbre traversant Miravet.

Miravet est une commune de la province de Tarragone, en Catalogne, en Espagne, de la comarque de Ribera d’Ebre.

## Lieux et monuments
Château de Miravet, d'origine arabe, passé ensuite aux mains des Templiers, puis des Hospitaliers.